# Талая (приток Кети)
Талая — река в Пировском районе Красноярского края России. Устье реки находится в 1500 км по левому берегу реки Большая Кеть. Длина реки составляет 19 км.

## Данные водного реестра
По данным государственного водного реестра России относится к Верхнеобскому бассейновому округу, водохозяйственный участок реки — Кеть, речной подбассейн реки — бассейн притоков (Верхней) Оби от Чулыма до Кети. Речной бассейн реки — (Верхняя) Обь до впадения Иртыша.